# Tom Alexander
Tom Alexander (Ballynashee, 1º agosto 1873 – 20 ottobre 1939) è stato un calciatore nordirlandese, di ruolo difensore.

## Palmarès

### Club

#### Competizioni nazionali
- Irish Cup: 2

Cliftonville: 1896-1897, 1899-1900